# Hendrick van Balen
Hendrick van Balen či Hendrick van Balen I. (asi 1573–1575, Antverpy – 17. července 1632, Antverpy) byl vlámský barokní malíř a návrhář vitráží. Hendrick van Balen se specializoval na malé kabinetní obrazy, často malované na měděný podklad. Jeho oblíbenými tématy byly mytologické a alegorické scény a v menší míře i náboženská témata. Umělec hrál důležitou roli při obnově vlámského malířství na počátku 17. století a byl jedním z učitelů Anthonyho van Dycka.

## Životopis
Hendrick van Balen se narodil v Antverpách. Datum jeho narození není známo, ale je jím pravděpodobně rok 1573, chybí totiž záznamy o narozeních v kostele sv. Jiří v Antverpách pro daný rok. Jeho rodiči byli obchodník Willem van Balen a Machteld van Alten. Jeho rodina byla dobře zajištěná, a tak mohla nechat Hendricka studovat, což zahrnovalo i studium několika jazyků.

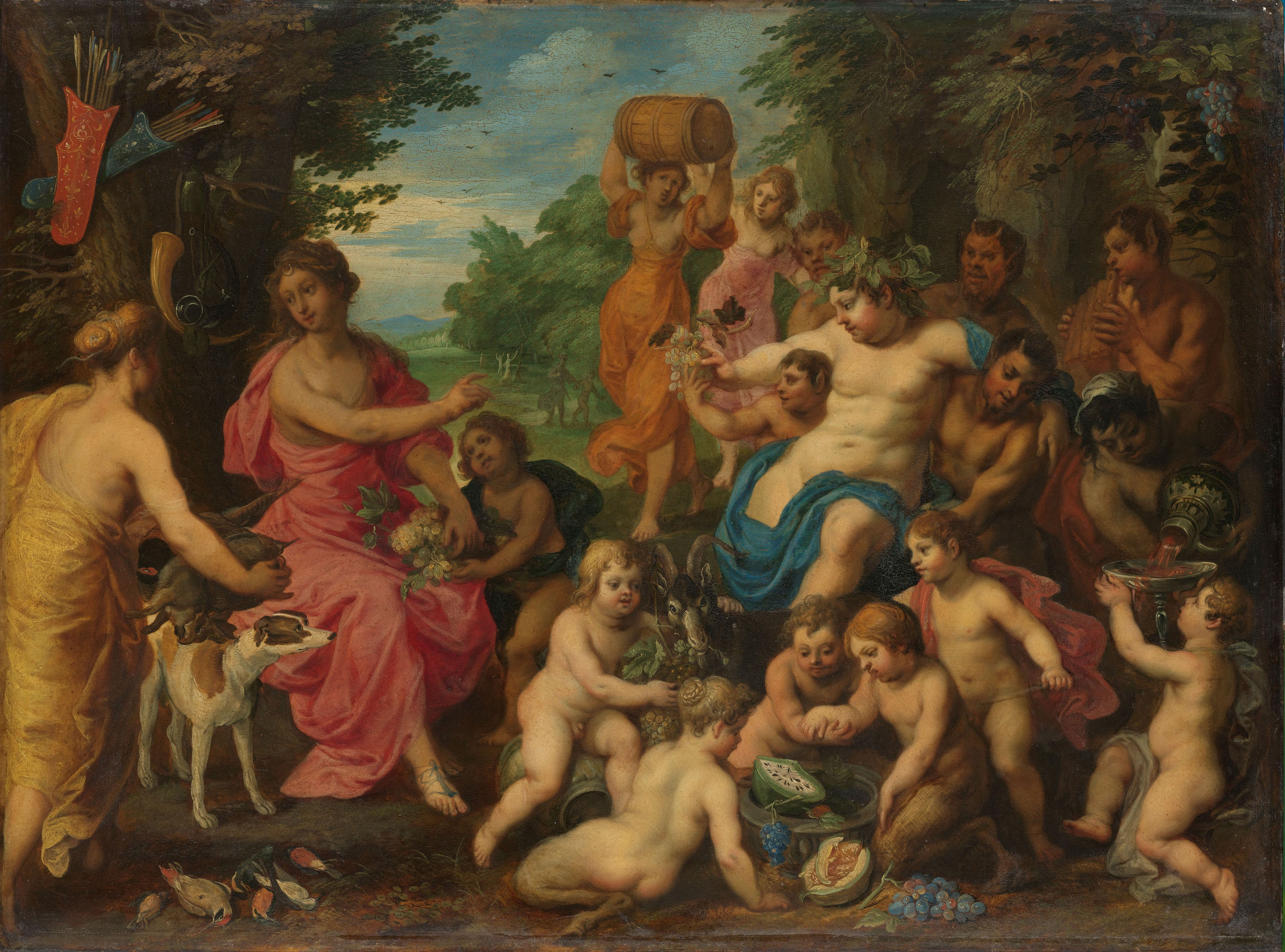
Bakchus a Diana

Van Balen byl žákem Adama van Noorta a pravděpodobně také Maertena de Vos. Členem antverpského cechu Svatého Lukáše se stal v letech 1592–1593 ve věku 17 let. V letech 1608–1609 byl druhým děkanem cechu a v letech 1609–1610 prvním děkanem.
V letech 1595 až 1602 cestoval po Itálii a studoval italské umění Ačkoli o jeho italské cestě nejsou žádné záznamy, po svém návratu do Antverp se stal členem gildy romantiků. Podmínkou členství bylo, že každý člen gildy navštívil Řím. V roce 1613 se v gildě stal děkanem.

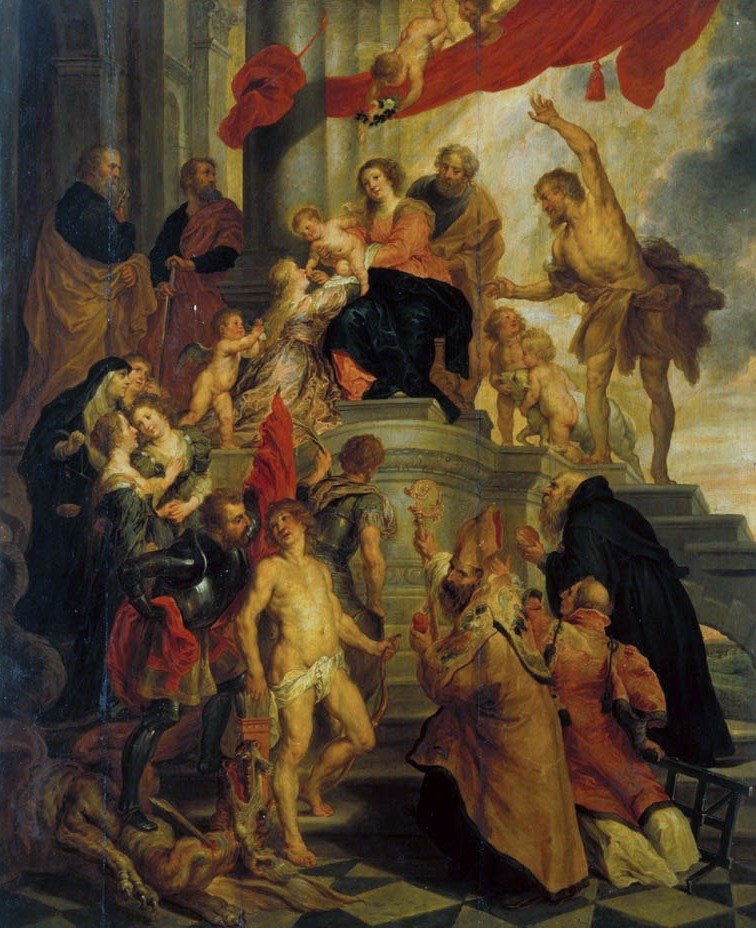
Mystické manželství Svaté Kateřiny

V roce 1605 se Hendrick van Balen v Antverpách oženil s Margriet Brierovou (nebo „de Brierovou“). Pár měl 11 dětí a tři z jejich synů se stali malíři: Jan van Balen, Gaspard van Balen a Hendrick van Balen mladší. Jeho dcera Maria se provdala za malíře Theodoora van Thuldena. V roce 1613 doprovázel Petera Paula Rubense a Jana Brueghela staršího na diplomatické misi do Nizozemska. Zde se setkali s Hendrickem Goltziusem a dalšími umělci z Haarlemu.
Van Balen vedl úspěšný ateliér po více než 30 let a měl mnoho žáků. Byl učitelem svého syna Jana van Balena i dalších předních vlámských malířů Anthonyho van Dycka a Franse Snyderse. Byl současníkem některých z nejznámějších vlámských umělců, jako jsou Rubens a Jan Brueghel starší.

## Dílo

### Všeobecně
Hendrick van Balen se specializoval na malé kabinetní obrazy, často malované na měděný podklad. Jeho oblíbenými tématy byly mytologické a alegorické scény a v menší míře i náboženská témata. Vytvořil také řadu návrhů vitráží.
Zatímco ve své pozdější kariéře jasně upřednostňoval menší měřítko, ve svých počátcích namaloval řadu velkých oltářních obrazů. Ty ukazují vliv jeho učitele Adama van Noorta. Jeho pozdější oltářní obrazy s bohatou a subtilní paletou vypadají, že byly namalovány až po příchodu van Dycka do jeho ateliéru. Mytologické a biblické scény Hendricka van Balena byly obvykle malovány na malé, mnohdy měděné desky. Nahé postavy v mytologických či náboženských scénách často zasazoval do idylického prostředí. Van Balen byl také krajinář.
Van Balen často spolupracoval s dalšími umělci jako Joos de Momper, Abraham Govaerts, Jan Tilens, Gaspar de Witte, Jan Brueghel starší i Jan Brueghel mladší a Rubens.

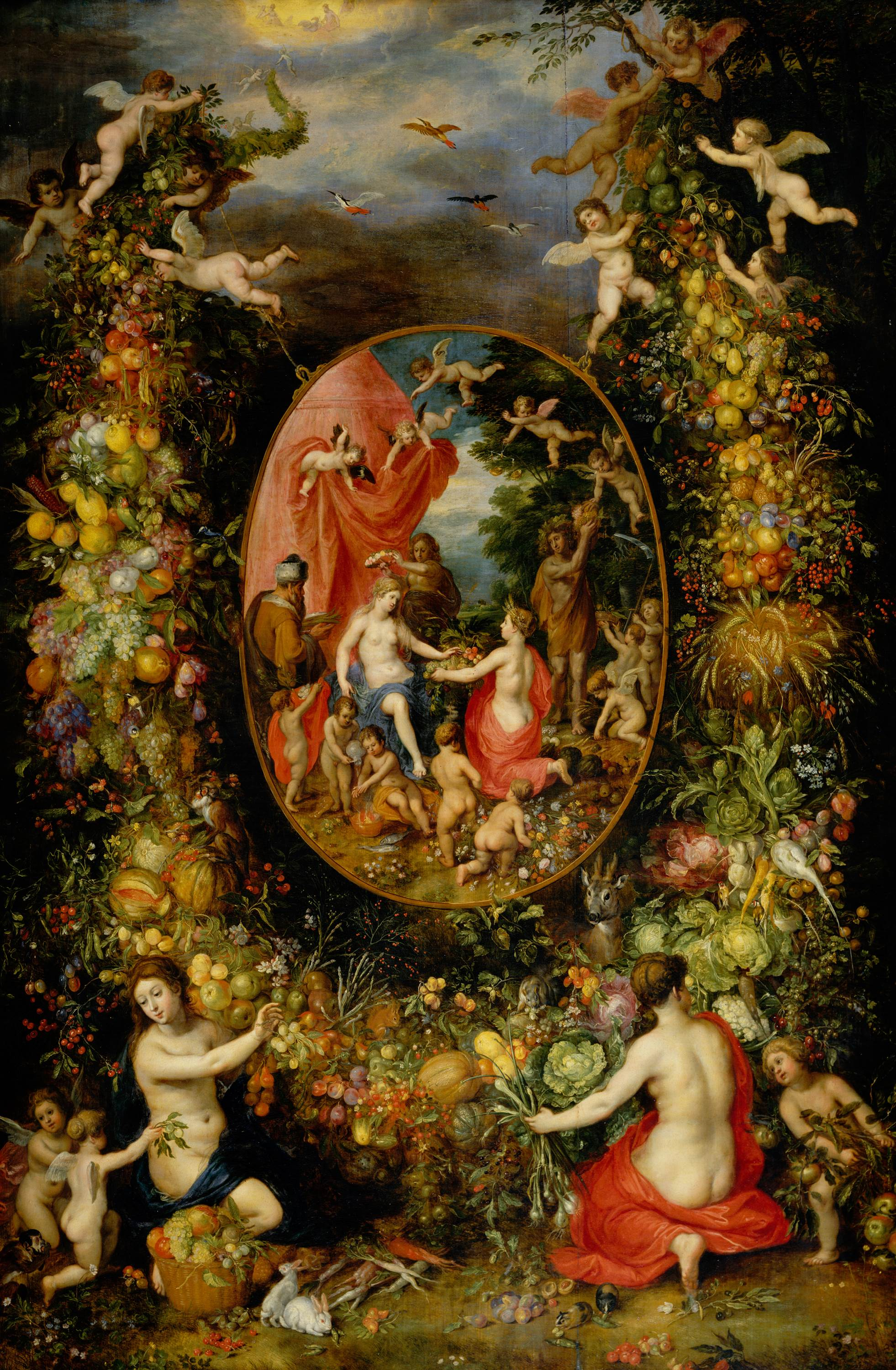
Girlanda z ovoce obklopující Kybelé přijímající dary od personifikace čtyř ročních období

Anthony van Dyck vytvořil několik jeho portrétů: černou křídovou kresbu (1627-1632, Muzeum J. Paula Gettyho), která je studií van Dyckovy ikonografie, série výtisků slavných lidí a dvou olejových skic grisaille (asi 1630, Boughton House, Northamptonshire, Velká Británie; a 1634–1635, soukromá sbírka).

### Girlandové obrazy
Hendrick van Balen se podílel na vývoji žánru girlandových obrazů, které obvykle zobrazují květinový věnec kolem náboženského výjevu či portrétu uctívané osoby. Spolu s Janem Brueghelem starším namaloval kolem roku 1607–1608 první známý girlandový obraz pro italského kardinála Federica Borromea, vášnivého sběratele umění a katolického reformátora. Borromeo požadoval, aby obraz reagoval na ničení obrazů Panny Marie v předchozím století, tak zvaný ikonoklasmus, spojil tak oba jeho zájmy:katolickou reformu a umění. Brueghel, specialista na zátiší, namaloval květinový věnec, zatímco van Balen namaloval obraz Panny Marie.

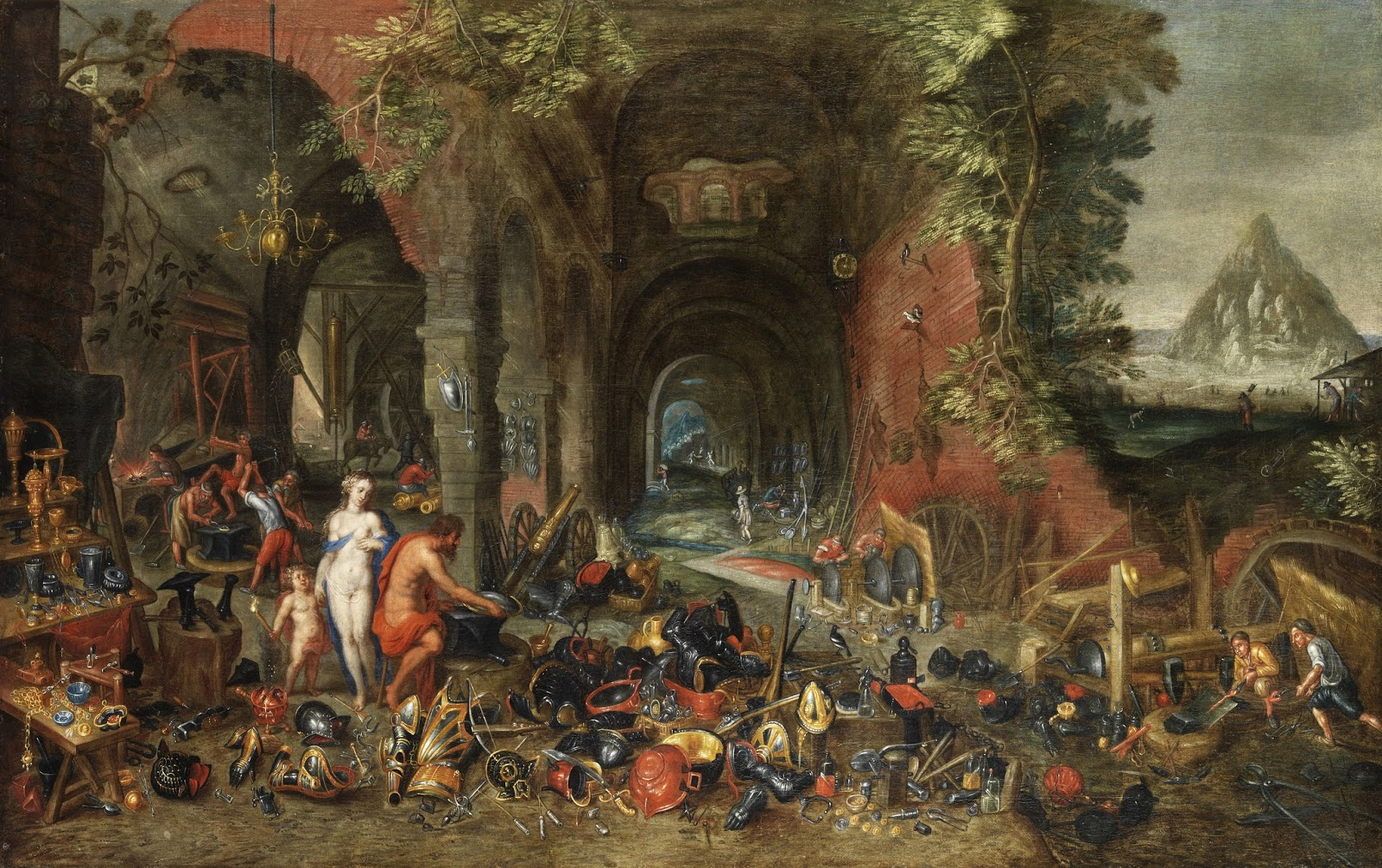
Venuše a Vulkán, spolupráce s Janem Brueghelem starším

Žánr girlandových obrazů byl inspirován kultem úcty a oddanosti Panně Marii převládající u habsburského dvora (tehdy vládců nad jižním Nizozemskem) a hlavně v Antverpách. Girlandové obrazy vznikaly obvykle spoluprací mezi malířem zátiší a malířem figur. Žánr byl zpočátku spojen s protireformačním hnutím.
Příkladem společného girlandového obrazu, který vytvořil s Janem Brueghelem starším, je obraz Girlanda z ovoce obklopující Kybelé přijímající dary od personifikace čtyř ročních období. Existují dvě verze: jedna v Belgii ve sbírce "Belfius Art Collection a druhá v muzeu umění v Mauritshuis v Haagu. Obě verze jsou autorizované ale malé rozdíly mezi nimi naznačují, že obraz ve sbírce Belfius je původní verzí. O medailonu ve středu se tradičně tvrdí, že zobrazuje Kybelé, starou frygickou bohyni Země a přírody, jak bylo dílo popsáno v roce 1774, kdy byla provedena katalogizace sbírek Williama V., prince Oranžského v Haagu. Někteří historici navrhují jinou identifikaci figury ve středu obrazu. Mohlo by se jednat o římskou bohyni zemědělství, obilnin, plodnosti a mateřství, bohyni Ceres. Jako důvod se uvádí, že bohyně v medailonu nemá žádný z atributů tradičně spojovaných s bohyní Kybelé. Kolem medailonu je namalován věnec z květin, zeleniny a ovoce - pocta bohyni a óda na hojnost a plodnost. Van Balen namaloval medailon, zatímco Brueghel maloval bohatou girlandu, okolní postavy a četná zvířata.
Na girlandovém obrazu z let 1620-1630 Věnec z květin a ovoce s centrální kartuší zobrazující Svatou rodinu spolupracoval s malířem zátiší Jacobem Foppensem van Es. (Musée des Beaux-Arts d'Orléans). Hendrick van Balen pravděpodobně maloval kartuše, zatímco Foppens van Es maloval girlandu z ovoce a květin.